# Szladkovói járás

A Szladkovói járás a Tyumenyi területen

A Szladkovói járás (oroszul Сладковский район) Oroszország egyik járása a Tyumenyi területen. Székhelye Szladkovo.

## Népesség
- 1989-ben 17 750 lakosa volt.
- 2002-ben 15 052 lakosa volt, melyből 13 339 orosz, 1 053 kazah, 268 német, 112 ukrán, 64 csuvas, 48 tatár stb.
- 2010-ben 12 264 lakosa volt, melyből 10 966 orosz, 821 kazah, 177 német, 54 ukrán, 37 csuvas, 32 tatár stb.